# Hilsbach
Hilsbach ist eine ehemals selbständige Stadt im Süden des Rhein-Neckar-Kreises in Baden-Württemberg, die seit 1971 zu Sinsheim gehört.

## Geographie
Hilsbach liegt im Quellgebiet des gleichnamigen Baches, eines Zuflusses der Elsenz im nordöstlichen Kraichgau im Norden von Baden-Württemberg etwa zehn Kilometer südlich von Sinsheim.
Die Hochebene von Norden (Weiler / Burg Steinsberg) fällt steil in das Tal des Hilsbachs ab; daraus ergibt sich die für Hilsbach typische Lage zwischen Ober- und Unterstadt, verbunden mit steilen Treppen und Gassen. Auf zwei zum Tal des Hilsbachs vorragenden Bergspornen wurden das Amtshaus der Kellerei und die Michaelskirche als markante Gebäude errichtet. Deshalb ist der Blick auf die Stadt vom Süden aus der talgegenübergelegen „Wanne“ auf der Landstraße von Elsenz her die in früheren Stichen, Gemälden und Fotografien oft gewählte Schauseite der Stadt.

## Geschichte

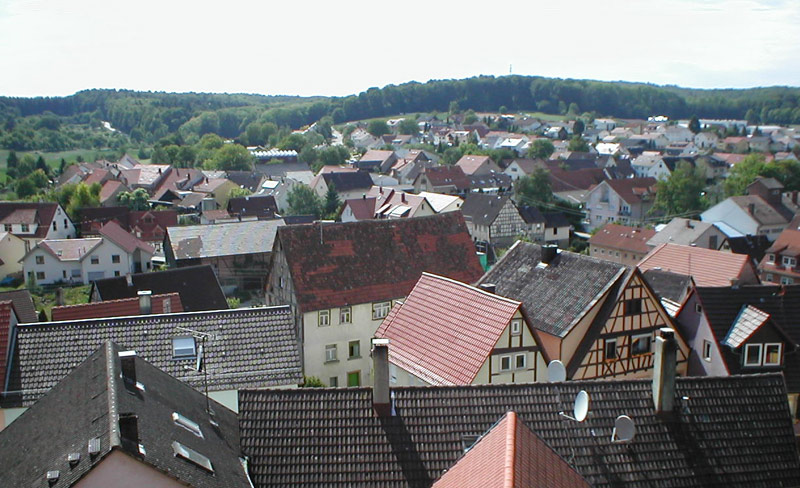
Blick von der Michaelskirche auf die „Unterstadt“ von Hilsbach

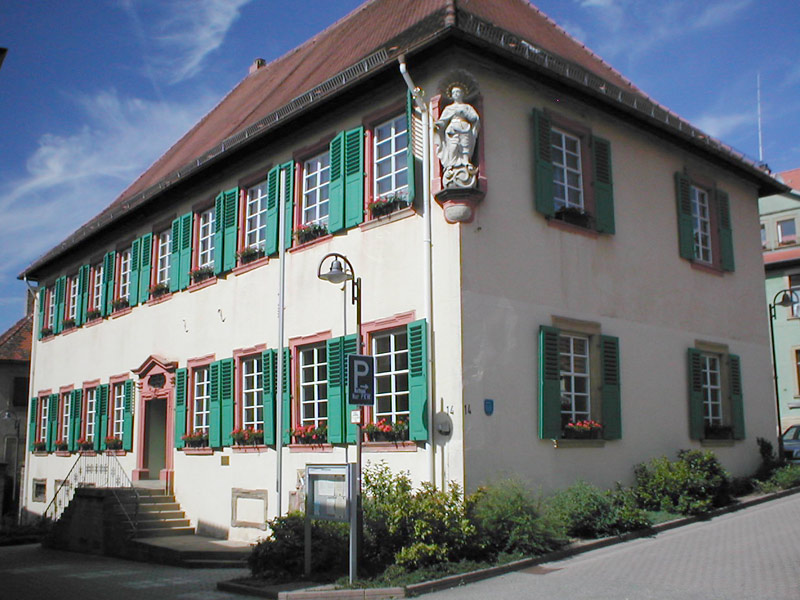
Amtskellerei (heute Rathaus)

Hilsbach wird erstmals 798 im Lorscher Codex in einer Schenkungsurkunde an das Kloster Lorsch als Hilleresbach erwähnt. Die erste Siedlung lag vermutlich im Tal des Hilsbaches (heutige Unterstadt), später entstand auf einer Anhöhe im Bereich der Oberstadt eine Feste mit massivem Mauerwerk. Die Grafen von Oettingen haben dort im frühen 13. Jahrhundert eine Kirche erbaut. Um das Jahr 1310 wurde Hilsbach zur Stadt erhoben, auf den Berg verlegt und mit einer bis zu 20 Meter hohen Festungsmauer umgeben. Das von dieser Stadtmauer umfasste Gebiet betrug etwa 250 × 200 Meter. In Hilsbach waren verschiedene weitere Familien begütert, darunter die die Herren von Gemmingen, die Pfalzgrafen, Bayern, die Grafen von Hohenlohe, die Grafen von Katzenelnbogen, die Herren von Venningen und der Deutsche Orden.
Von den Grafen von Oettingen kam Hilsbach 1310 zusammen mit Steinsberg und Weiler an die Kurpfalz. Die seit 1361 in Hilsbach begüterten Herren von Venningen, die viele kurpfälzische Burgvögte auf dem nahen Steinsberg stellten, erhielten 1517 den Steinsberg, Weiler sowie die Höfe Birkenau und Buchenau als kurpfälzisches Lehen. Die kurpfälzische Vogtei wurde daraufhin vom Steinsberg nach Hilsbach verlegt und dort 1521 eine kurpfälzische Kellerei errichtet. Zum Einzugsgebiet der Kellerei Hilsbach gehörten Elsenz, Kirchardt, Reihen, Richen, Schluchtern, Sinsheim, Stebbach, Steinsfurt und Streichenberg.
Im Bauernkrieg 1525 wurden unter dem Anführer Anton Eisenhut die Kellerei sowie herrschaftliche und kirchliche Güter von Bauern geplündert. Im Dreißigjährigen Krieg wurde der Ort mehrfach geplündert und verwüstet. 1641 zerstörte ein Stadtbrand weiteren Baubestand. 1667 stürzte die Kirche wegen Baufälligkeit ein. Im späten 17. Jahrhundert wurden zahlreiche Siedler aus Frankreich und der Schweiz im sich langsam erholenden Ort aufgenommen, der zum kurpfälzischen Oberamt Mosbach gehörte.
Im späten 18. Jahrhundert gab es Planungen des Amtskellers Jung, in der sich südöstlich der Stadt weit ausdehnenden Gemarkung aus Gründen der besseren Baumöglichkeiten ein ganzes Dorf neu zu errichten. Die Pläne wurden nicht verwirklicht, lediglich der außerhalb gelegene Junghof geht noch auf die versuchte Siedlungsgründung zurück.
1803 kam Hilsbach zum neu gegründeten Fürstentum Leiningen, doch schon 1806 kam Hilsbach mit der Leiningenschen Standesherrschaft zu Baden. 1808 wurde eine Leiningensche Amtsverwaltung eingerichtet, 1813 kam Hilsbach zum Badischen Bezirksamt Eppingen und 1841 zum Bezirksamt Sinsheim.
Um 1800 betrug die Einwohnerschaft rund 1000 Personen in rund 160 Häusern. Noch 1806 gab es fünf Türme, davon zwei Tortürme. Der Ort begann zu jener Zeit, über die Stadtmauern hinauszuwachsen. Um 1822 wurde das Obertor abgerissen. Dem flächenmäßigen Wachstum stand die Ab- und Auswanderung von Einwohnern entgegen, die andernorts der vorherrschenden Armut zu entfliehen suchten. Allein im November 1854 wanderten 202 Hilsbacher in die USA aus. Die jüdische Gemeinde des Ortes hatte im Judenviertel eine Synagoge eingerichtet und wurde 1857 mit 28 Personen beziffert, wurde jedoch bereits 1877 aus Mangel an Gläubigen aufgelöst. Um 1900 hatte Hilsbach rund 1250 Einwohner, darunter noch neun Juden. Im Jahr 1900 wurde die verlängerte Katzbachbahn, die Eisenbahnlinie von Odenheim nach Hilsbach, eröffnet.
Der Ort kam 1936 bei der Gründung des Landkreises Sinsheim an diesen und verlor zur Zeit des Dritten Reiches seine Stadtrechte. 1939 wurden 1139 Einwohner gezählt, Ende 1945 waren es 1321. Nach dem Zweiten Weltkrieg wuchs die Bevölkerung durch den Zuzug von Flüchtlingen und Heimatvertriebenen in die neu geschaffenen Baugebiete auf über 1800 Personen im Jahr 1951 an. 1956 erlangte Hilsbach die Stadtrechte wieder. 1960 wurde der Eisenbahn-Streckenabschnitt von Odenheim bis Hilsbach stillgelegt. Am 1. Juli 1971 wurde Hilsbach mit damals rund 1500 Einwohnern nach Sinsheim eingemeindet.
1982 wurde die barocke Amtskellerei zum Rathaus umgebaut, von 1990 bis 1999 erfolgte ein umfassendes Sanierungsprogramm in der Ortsmitte. Im Jahr 2003 wurden 2230 Einwohner gezählt.
|                     | Früheres Gemeindewappen |
| Wappen von Hilsbach | Blasonierung: „In blau-silber gewecktem Schild ein blauer Wellenbalken.“ |
| Wappen von Hilsbach | Wappenbegründung: Die blau-silbernen Farben symbolisieren die lange Zeit herrschende Kurpfalz, die 1214 in der Auseinandersetzung zwischen Welfen und Staufern von Kaiser Friedrich II. an dem Wittelsbacher „Ludwig der Kelheimer“ belehnt wurde. Daher der Zusammenhang zwischen bayrischen, kurpfälzischen und Hilsbacher Wappen über die blau-weißen Rauten (Wecken). Bereits im ältesten bekannten Hilsbacher Siegel (nach Franz Gehrig (Seite 29/30) an Urkunden der Jahre 1475 bis 1556) sind die „Wittelsbacher“ Rauten enthalten. Der Wellenbalken (Bach) macht das Wappen zum Redenden Wappen. Bereits seit dem 15. Jahrhundert ist ein Wellenbalken im Stadtsiegel nachgewiesen, die kurpfälzischen Rauten erscheinen in Stadtsiegeln ab dem 18. Jahrhundert. Diese Datierung ins 18. Jahrhundert im früheren Text deckt sich nicht mit dem Ergebnis von Franz Gehrig (s. o.), nach dem die Rauten bereits an Urkunden der Jahre 1475 bis 1556 nachweisbar sind. Der wesentlich frühere Nachweis der Rauten im Hilsbacher Siegel entspricht auch der Übernahme der Kurpfalz durch die Wittelsbacher in der pfälzisch-rudolfinischen Linie bereits im Hausvertrag von Pavia 1329. Das heutige Wappen wurde von Fr. Held 1898 entworfen. |

## Sehenswürdigkeiten

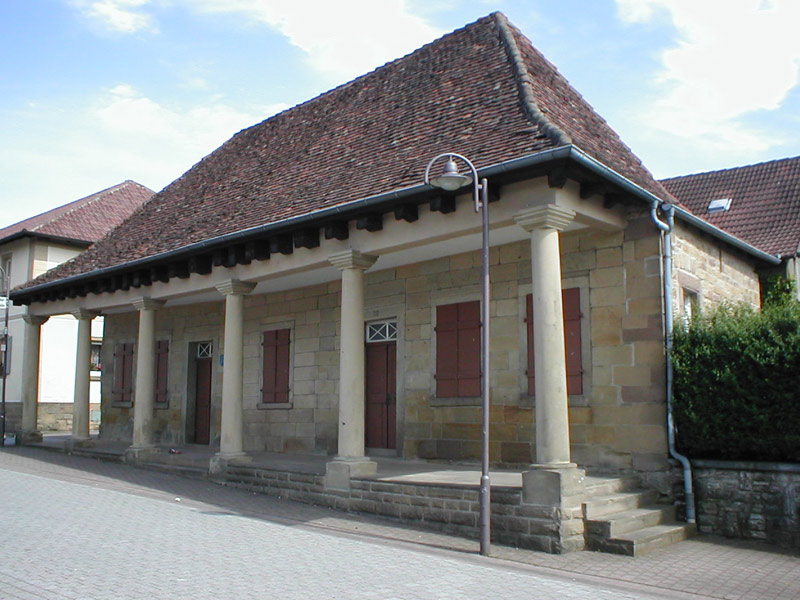
Wachthaus am ehem. Oberen Tor

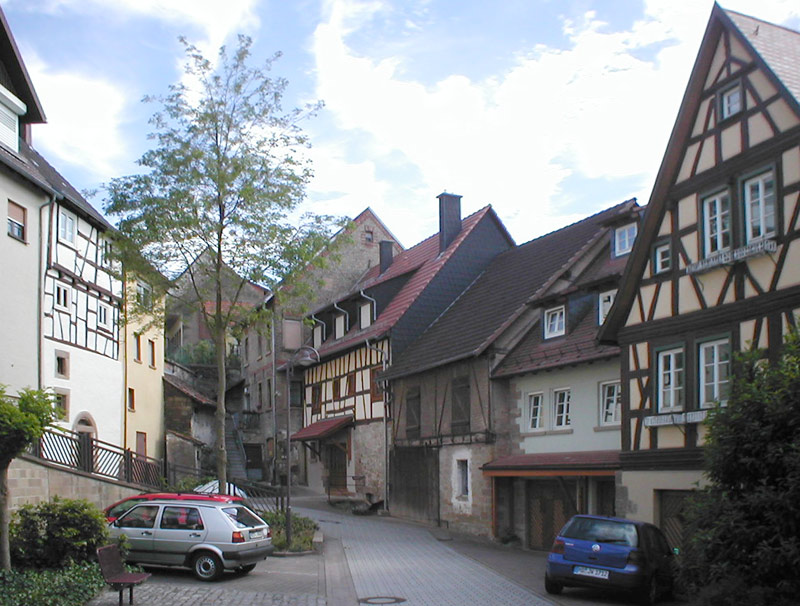
Judenviertel

- Die barocke Neue Amtskellerei wurde 1732/33 erbaut. Das Gebäude diente ab 1808 als Fürstlich Leiningensches Rentamt und nach 1840 als Schulhaus. Seit 1982 ist es das Rathaus des Ortes. Das Wappen am Gebäude ist das des Deutschmeisters Clemens August um 1750 und stammt ursprünglich von einem ehemaligen benachbarten Gebäudes des Deutschen Ordens.
- Beim Wachthaus mit seinem imposanten Säulengang, das 1808 erbaut wurde und in seiner jetzigen Gestalt aus dem Jahr 1823 stammt, befand sich einst das Obere Tor. Das Gebäude war Zollamt und Amtsstube des Nachtwächters, später auch Polizeiposten und Ortsgefängnis.
- Von der kurpfälzischen Amtskellerei aus dem 16. Jahrhundert sind nur noch ein Turm und ein Keller erhalten. Ebenfalls fragmentarisch ist noch ein Teil der Stadtmauer zu finden.
- Die evangelische Michaelskirche geht auf einen gotischen Chorturmbau des 13. Jahrhunderts zurück, nach Einsturz 1667 wurden Turm und Schiff 1685 neu erbaut. In der Michaelskirche befinden sich mehrere historische Epitaphien aus dem 15. und 16. Jahrhundert. Die Kirche war Simultankirche von 1705 bis zum 1951 erfolgten Neubau der katholischen Marienkirche. Bei der Michaelskirche befindet sich das Alte Schul- und Pfarrhaus, das ab dem späten 16. Jahrhundert als reformiertes Schulhaus, ab 1708 bis 1843 als Wohnhaus des katholischen Pfarrers diente. Bei der Marienkirche befinden sich das evangelische und katholische (erbaut 1843) Pfarramt.
- Das Judenviertel ist ein historisch erhaltenes Quartier der einstigen jüdischen Gemeinde in Hilsbach, in dem sich im 19. Jahrhundert auch die Synagoge befand. An deren Stelle befindet sich heute ein altes Wirtschaftsgebäude. Der dortige Wettebrunnen (Pferdetränke) wurde 2003 als Hilsbacher Katzenbrunnen erneuert.
- Das Alte Rathaus ist ein Backsteinbau nach Plänen des Hoffenheimer Architekten Dick aus dem Jahr 1893 und ersetzte einen Vorgängerbau am selben Ort.
- Das Neue Schulhaus wurde 1914 hinter der damals als Schule genutzten Amtskellerei errichtet und beherbergte ab 1925 bis 1965 im Keller auch eine Kochschule. Das Gebäude wird seit 1981 als Wohnhaus genutzt.
- Der Wasserturm wurde 1927/29 erbaut und ist im Sockelbereich und um die Fenster der Turmspitze mit Keramik verziert.
- Die alte Tanzlinde wurde um 1805 vor dem Unteren Tor gepflanzt. Der Baum war einst wesentlich höher, ging jedoch nach Unwetterschaden des oberen Teils seiner Krone verlustig. Durch die Expansion des Ortes im 19. und 20. Jahrhundert befindet sich der ursprünglich in Randlage gepflanzte Baum heute inmitten des Ortes.

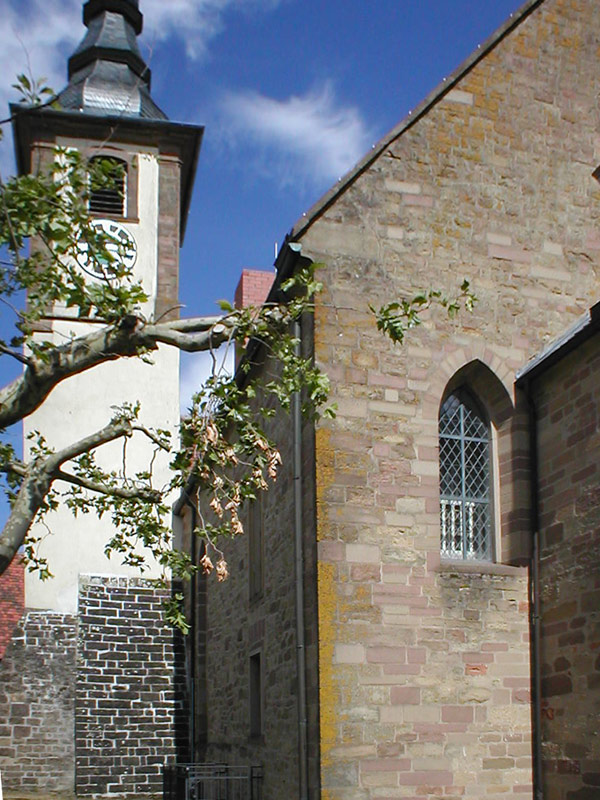
Evang. Michaelskirche
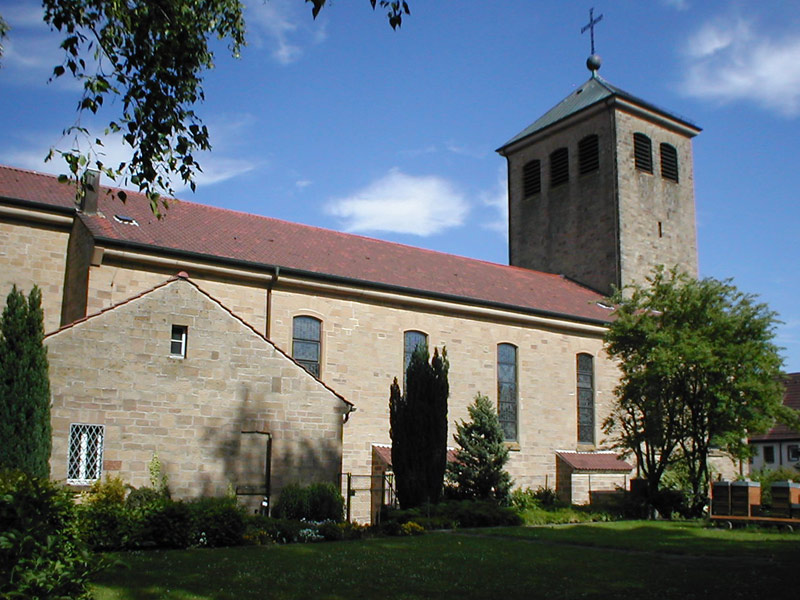
Kath. Marienkirche
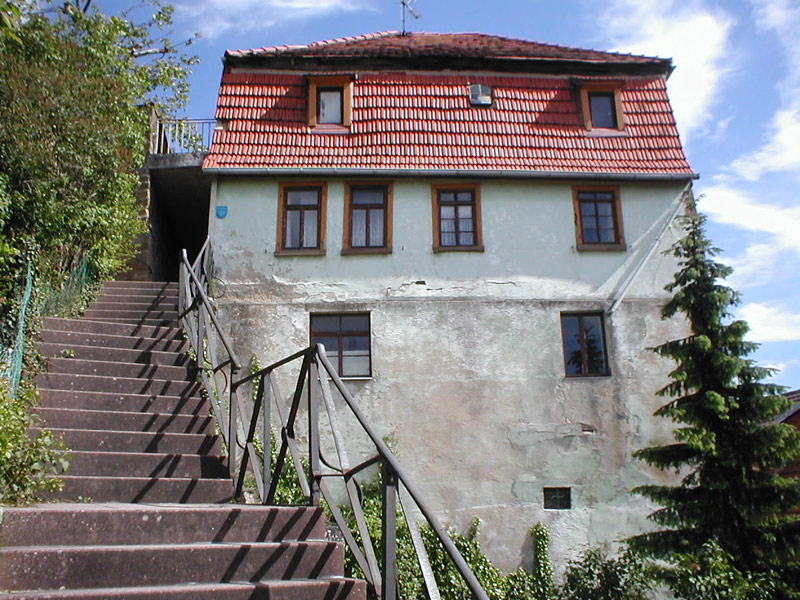
Altes Schul- und Pfarrhaus
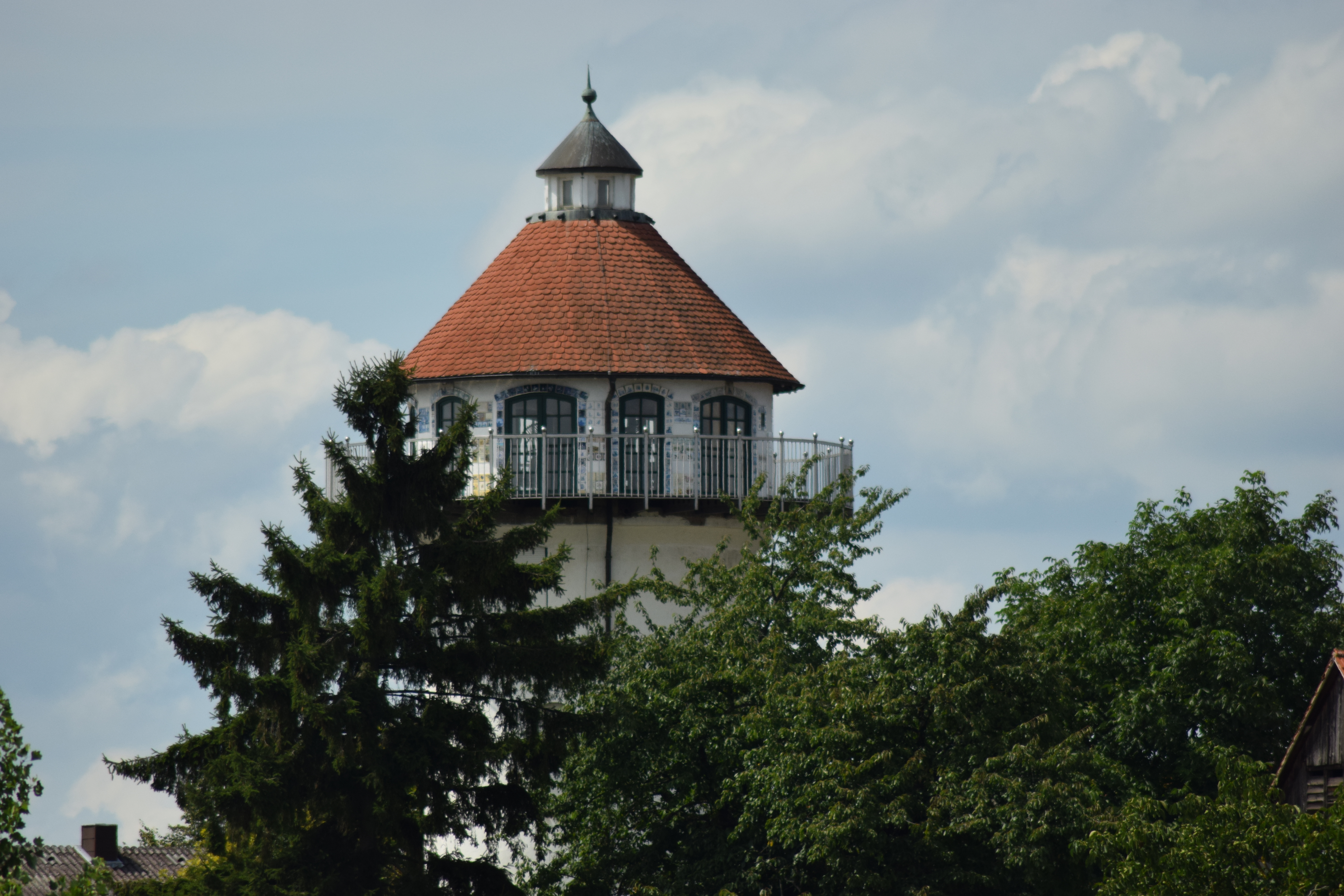
Ehemaliger Wasserturm Hilsbach
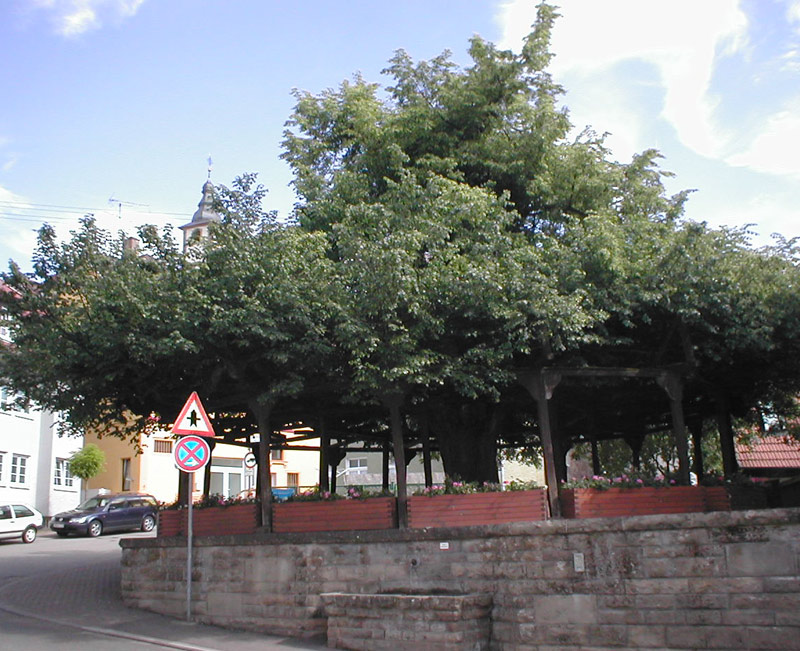
200-jährige Tanzlinde

## Persönlichkeiten
- Friedrich Oswald Sauerbronn (* 26. September 1784 in Hilsbach; † 4. Dezember 1864 in Nova Friburgo), protestantischer Pfarrer, der nach Brasilien auswanderte
- Georg von Vogel (1796–1855), badischer Verwaltungsbeamter und Landtagsabgeordneter, geboren in Hilsbach
- Renate Jung (* 1943), deutsche Malerin und Buchautorin, wurde in Hilsbach geboren
- Joy Fleming (* 1944; † 2017) lebte seit den 1970er Jahren in Hilsbach und betrieb dort ein Tonstudio.